# Turky
Turky (ukr. Турки, ros. Турки) – przystanek kolejowy w miejscowości Redkoduby, w rejonie dubieńskim, w obwodzie rówieńskim, na Ukrainie.